# Mirovo
Mirovo (bulgariska: Мирово) är ett distrikt i Bulgarien.   Det ligger i kommunen Obsjtina Bratia Daskalovi och regionen Stara Zagora, i den centrala delen av landet, 160 km öster om huvudstaden Sofia.
Trakten runt Mirovo består till största delen av jordbruksmark. Runt Mirovo är det ganska tätbefolkat, med 52 invånare per kvadratkilometer.